# Epotele Bazamba
Epotele Bazamba (né le 13 mai 1976 à l'époque au Zaïre, aujourd'hui en République démocratique du Congo) est un joueur de football international congolais (RDC), qui évoluait au poste de milieu de terrain.

## Biographie

### Carrière en sélection
Avec l'équipe du Zaïre puis de la RDC, il joue entre 1997 et 2001.
Il figure dans le groupe des sélectionnés lors des Coupes d'Afrique des nations de 1998 et de 2000. Il se classe troisième de la compétition en 1998.
Il joue six matchs comptant pour les tours préliminaires de la coupe du monde, lors des éditions 1998 et 2002,.